# Jezabel
Jezabel (titolo originale Jézabel) è un romanzo della scrittrice di origine ucraina Irène Némirovsky. Scritto in lingua francese, è stato pubblicato per la prima volta nel 1936 da Albin Michel e in italiano da Adelphi nel 2007.

## Storia editoriale
L'opera è stata tradotta in spagnolo, polacco, russo, turco, rumeno, cinese, ebraico, inglese, catalano, tedesco, arabo e giapponese.

## Trama
È la storia di un'avvenente donna, appartenente all'alta borghesia francese, che non riesce ad accettare il trascorrere degli anni e il lento sfiorire della sua bellezza. 
Il titolo dell'opera si rifà all'ultima tragedia di Racine, l'Atalia, che cita Bernard ravvisando una forte similitudine fra Jezabel, la madre di Atalia che le compare in sogno, e Gladys.
La vicenda ha inizio all'interno di un'aula di tribunale, in cui Gladys siede sul banco degli imputati accusata dell'omicidio di un giovane poco più che ventenne. Si ripercorre quindi la storia di questa donna che riuscirà a superare matrimoni, il lutto della morte della figlia, ma che resterà incapace di accettare il dramma più grande: invecchiare.

## Edizioni in italiano
- (FR)  Irène Némirovsky, Jezabel: Roman, Paris: Albin Michel, 1936
- Irène Némirovsky, Jezabel, traduzione di Laura Frausin Guarino, Milano: Adelphi, 2007
- Irène Némirovsky, Jezabel, legge: Dal Farra, Valentina, Feltre: Centro Internazionale del Libro parlato, 2010
- Irène Némirovsky, Jezabel, prefazione di Ranieri Polese; traduzione di Laura Frausin Guarino, Milano: Corriere della Sera, 2012
- Irène Némirovsky, Jezabel, introduzione di Maria Nadotti; traduzione di Alessandra Maestrini, Roma: Grandi Tascabili Economici Newton, 2013
- Irène Némirovsky, Jezabel, prefazione e traduzione di Lanfranco Binni, Milano: Garzanti, 2014